# Chimie agricole
La chimie agricole, aussi qualifiée d'agrochimie, est une branche de la chimie consacrée à la production agricole. Le mot est aussi employé pour qualifier le secteur industriel qui développe l'industrie chimique à destination du secteur agricole. Les principaux thèmes de recherche de cette science sont l'étude des éléments chimiques naturellement présents dans la nature. Ces recherches ont permis la fabrication de produits de synthèse tels que les biocides qui regroupent les produits phytosanitaires (ou pesticides) tels que les herbicides, les fongicides, les insecticides et de nombreux autres produits issus de synthèse chimique. Ces produits ont été fabriqués pour augmenter les rendements agricoles durant le XXe siècle.

## Histoire

### Chimistes ayant développé la chimie agricole
Jean-Baptiste Boussingault est considéré comme le fondateur de la chimie agricole moderne. Il est devenu célèbre par ses découvertes sur la dynamique de l'azote, le métabolisme des graisses, le rendement de la photosynthèse. Il fait des recherches sur la composition exacte de l'air atmosphérique, en collaboration avec Dumas, sur la composition en végétaux de l'alimentation des herbivores, sur la détection de l'arsenic. Il découvre plusieurs corps chimiques. Il est l'auteur de plusieurs livres qui font référence : Économie rurale (1843), Agronomie, chimie agricole et physiologie (1860 - 1891).
Faustino Malagutti obtient une chaire de chimie à la faculté des sciences de Rennes créée en 1840 et il y fonde l'enseignement de la chimie agricole pendant une dizaine d'années avant de devenir doyen de l'université en 1855.

### Industrie chimique

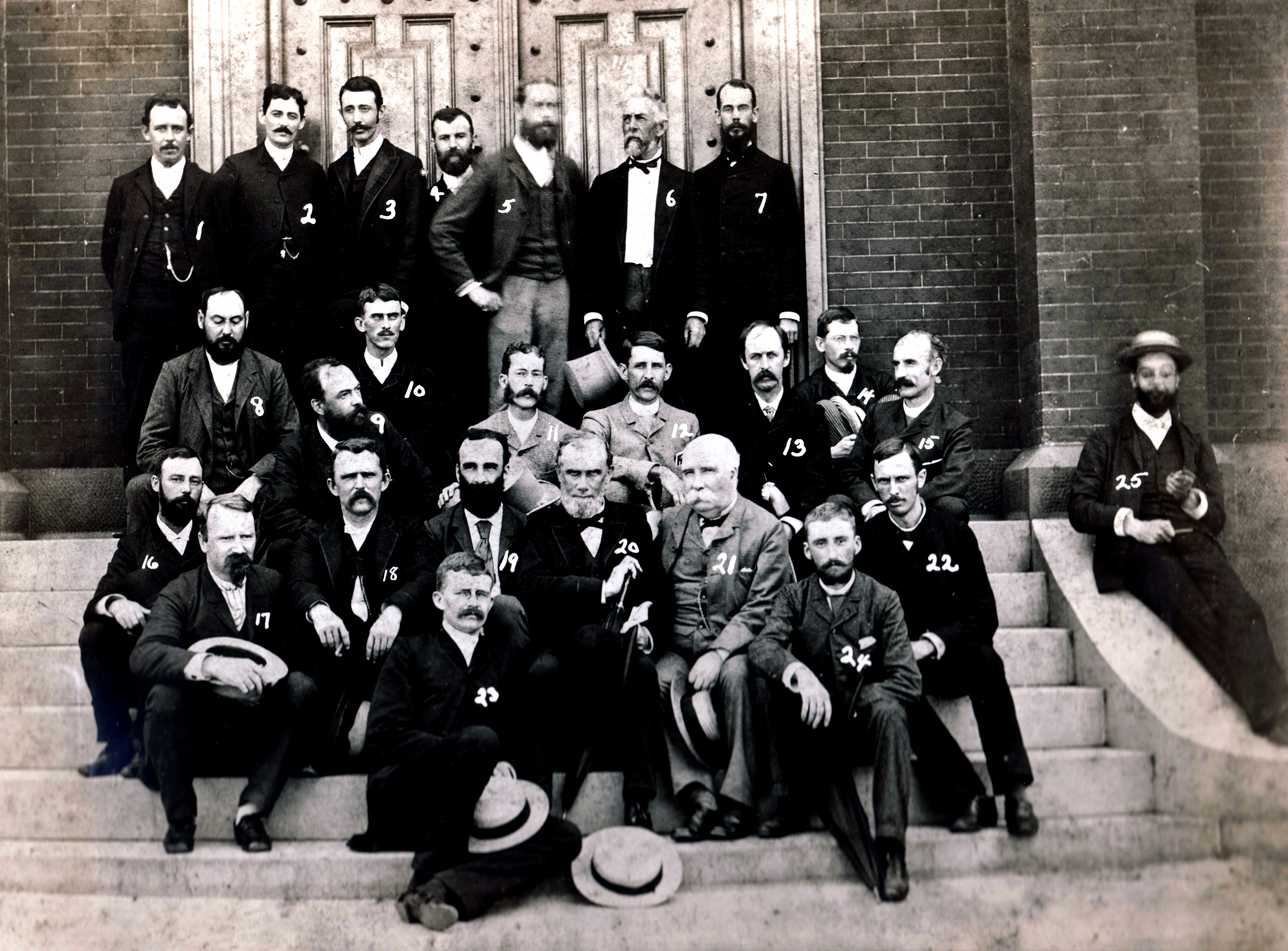
Les membres de l'Association américaine Association of Official Agricultural Chemists (1887).

## Développement contemporain
Les entreprises de l'agrochimie investissent de manière importante dans le secteur des biotechnologies végétales et des semences. C'est le cas notamment de DuPont, Bayer, Monsanto, Dow AgroScience, Syngenta, etc. : en 2013, Syngenta était le leader mondial des ventes de produits agrochimiques avec un chiffre d'affaires de 10,9 milliards de dollars, suivi de Bayer CropScience, BASF, Dow AgroSciences, Monsanto, puis DuPont avec ~ 3,6 milliards de dollars.